# Pontifícia Comissão para a Tutela dos Menores
A Pontifícia Comissão para a Tutela dos Menores é uma instituição da Cúria Romana da Igreja Católica estabelecida pelo Papa Francisco em 22 de março de 2014. A comissão recebeu seu estatuto em 8 de maio de 2015, como parte dos esforços da Igreja Católica para lidar com o escândalo de abuso sexual infantil. Seu propósito primordial é propor iniciativas que possam proteger crianças e adultos vulneráveis na Igreja. Seu atual presidente é o arcebispo de Chambéry-Saint-Jean de Maurienne-Tarentaise, Dom Thibault Verny, desde 2025.
Já foi presidida pelo arcebispo-emérito de Boston Sean Patrick O'Malley, que foi escolhido pelo Papa Francisco para esta tarefa; O'Malley já havia sido enviado a Boston para corrigir os problemas que surgiram sob o governo de seu predecessor, o cardeal Bernard Francis Law. A criação da comissão foi anunciada em 2013, depois que Francisco foi criticado por grupos de vítimas que questionaram sua compreensão da extensão total do problema. Depois de um início lento, a comissão tem, desde 2015, iniciado reuniões com bispos e patrocinado programas de treinamento para funcionários eclesiásticos em todo o mundo. A proposta mais significativa da comissão, ou seja, a criação de um tribunal interno do Vaticano para julgar casos envolvendo bispos e eclesiásticos de todo o mundo acusados de não proteger adequadamente as vítimas, foi aprovada pelo pontífice, mas não foi ainda implementado e então será definitivamente posto de lado, porque foi rejeitado pela Congregação para a Doutrina da Fé.

## Objetivo
Propor iniciativas ao Sumo Pontífice, segundo os métodos e determinações indicados no Estatuto, a fim de promover a responsabilidade das Igrejas particulares na proteção de todos os menores e adultos vulneráveis.

## Estatuto
Em 21 de abril, o Cardeal Secretário de Estado aprovou por mandato do Sumo Pontífice, ad experimentum por três anos, o estatuto da Pontifícia Comissão para a Tutela dos Menores, cujo projeto havia sido apresentado para aprovação pelo cardeal Sean Patrick O'Malley, presidente da mesma comissão.
O estatuto foi publicado em 8 de maio de 2015. Inclui detalhes sobre seu papel como órgão puramente consultivo a serviço do Papa, a fim de promover a responsabilidade local das Igrejas particulares para a proteção de todos os menores e adultos vulneráveis. Também descreve o pessoal da comissão, que é composta por até dezoito membros e um presidente nomeado pelo papa para um mandato de três anos, que pode ser reconfirmado, e um secretário, também com nomeação papal.
A comissão reúne-se em sessão plenária duas vezes por ano. A pedido de dois terços dos membros, e com o consentimento do presidente, pode ser convocada assembleia plenária extraordinária.
A comissão pode criar grupos de trabalho entre seus membros, que podem apresentar propostas a todo o grupo.
Os idiomas utilizados pela comissão são italiano, espanhol e inglês.

## Membros atuais
São seus atuais membros:
- Frei Hans Zollner, S.J.;
- Profa. Hanna Suchocka;
- Bispo Luis Manuel Alí Herrera;
- Irmã Kayula Gertrude Lesa, R.S.C.;
- Irmã Hermenegild Makoro, C.P.S.;
- Dr. Gabriel Dy-Liacco;
- Irmã Jane Bertelsen, F.M.D.M.;
- Irmã Arina Gonsalves, R.J.M.;
- Prof. Ernesto Caffo;
- Prof. Neville John Owen;
- Prof. Benyam Dawit Mezmur;
- Sr. Nelson Giovanelli Rosendo dos Santos;
- Prof. Myriam Wijlens;
- Sra. Sinalelea Fe'ao;
- Sra. Teresa Kettelkamp.